# Hilda Oates
Hilda Oates Williams (Guanabacoa, 25 de marzo de 1925 – La Habana, 19 de septiembre de 2014) fue una actriz de cine y televisión cubana. 

## Biografía
Después de pasar por la Escuela de Arte Dramático Florencio de La Colina y Aranguren, se unió al Conjunto Dramático Nacional cubano. Su primer espectáculo fue con los títeres del Teatro de Muñecos de La Habana. En la década de los 60, estuvo integrada en los proyectos de diferentes grupos teatrales, como el Conjunto Dramático Nacional, el Grupo Ocuje, el Teatro Popular Latinoamericano, el Teatro Político Bertolt Brecht, Teatro Estudio, y la Compañía de Teatro Irrumpe y en obras de los más importantes dramaturgos del país como María Antonia de Eugenio Hernández Espinosa, Electra Garrigó oy Dos viejos pánicos de Virgilio Piñera.
En el cine, destaca su participación en films cubanos como Cecilia de Humberto Solás, Maluala de Sergio Giral y Patakín de Manuel Octavio Gómez, así como series de la televisión cubana como Las honradas o El año que viene.
Fue premiada con el Premio Nacional de Teatro Cubano en 2004. También tuvo otros reconocimientos como el Premio de Actuación Femenina en los Festivales Internacionales de Teatro de La Habana de 1984 y 1989; la Medalla "Alejo Carpentier", la Distinción por la Cultura Nacional y la Distinción "Raúl Gómez García" del Sindicato Nacional de Trabajadores de la Cultura, entre otras.

## Filmografía
| Año  | Título                          | Director             |
| ---- | ------------------------------- | -------------------- |
| 1976 | Rancheador                      | Sergio Giral         |
| 1979 | Maluala                         | Sergio Giral         |
| 1985 | ¡Patakín! quiere decir ¡fábula! | Manuel Octavio Gómez |
| 1988 | Gallego                         | Manuel Octavio Gómez |
| 1991 | El Encanto del Regreso          | Emilio Oscar Alcalde |